# Алаверди
Алаверди (на арменски: Ալավերդի) е град, разположен в провинция Лори, Армения. Населението му през 2011 година е 13 343 души.

## Население
- 1990 – 26 267 души
- 2001 – 14 835 души
- 2009 – 16 524 души
- 2011 – 13 343 души